# Austrolimnophila ochracea
Austrolimnophila ochracea är en tvåvingeart som först beskrevs av Johann Wilhelm Meigen 1804.  Austrolimnophila ochracea ingår i släktet Austrolimnophila och familjen småharkrankar. Arten är reproducerande i Sverige. Inga underarter finns listade i Catalogue of Life.

## Bildgalleri

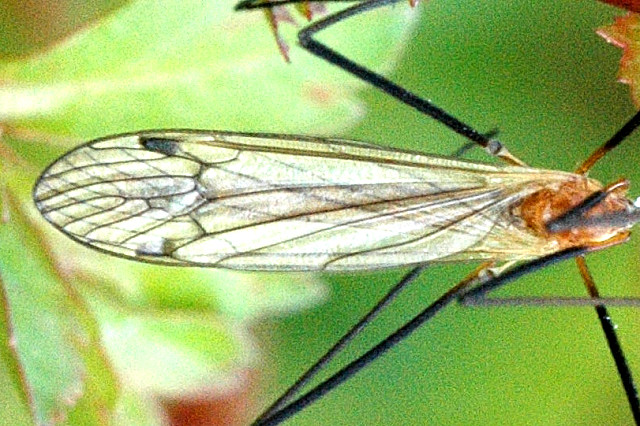